# Nucula gallinacea
Nucula gallinacea is een tweekleppigensoort uit de familie van de Nuculidae. De wetenschappelijke naam van de soort is voor het eerst geldig gepubliceerd in 1930 door Finlay.